# جيش التطوع

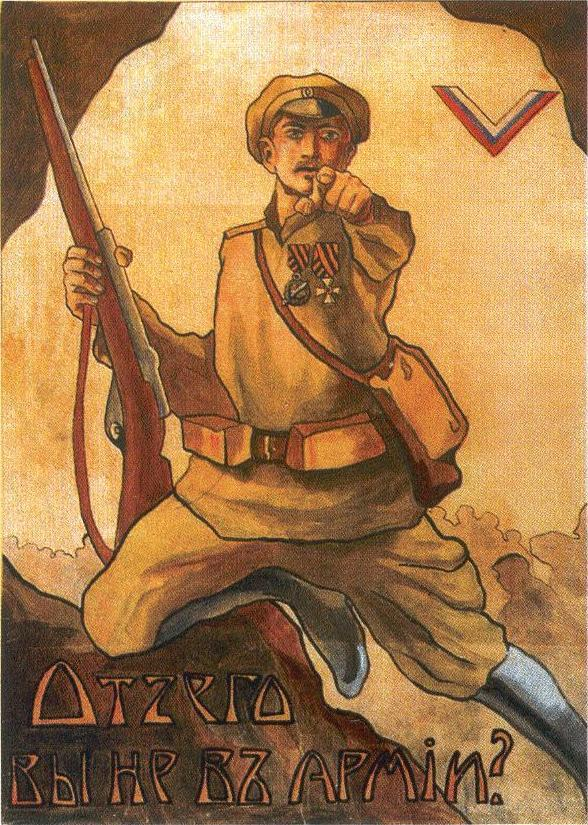
ملصق إعلاني يدعو إلى الانخراط في جيش التطوع الروسي

جيش التطوع (بالروسية: Добровольческая армия) (دوبروفولشيسكايا أرميا) كان جيشاً في روسيا نشأ في مواجهة الثورة البلشفية في جنوب روسيا أثناء الحرب الأهلية الروسية بين سنتي 1918 - 1920.
تشكل جيش التطوع الروسي في سنة 1917 تحت قيادة الجنرال ميخائيل ألكسيف، والذي توفي سنة 1918 وهو يحارب البلشفيين.

## اقرأ أيضاً
- الحرب الأهلية الروسية
- الثورة البلشفية